# 琴棋書画
琴棋書畫（きんきしょが）、また琴碁書画とは、古代東アジアの文人・士大夫・官僚が嗜むべきとされた芸。四芸とも言う。

## 概要
文人は琴棋書画に代表されるような芸能を遊戯として嗜んだ。このほかにも、詩や篆刻などが文人の芸としてあげられよう。詩書画をよくする者を三絶と称賛したように多芸を「よし」とする風潮があり、絵画に詩を書して落款し印章を捺すという複数の技芸を総合した文人画のような芸術が生まれた。しかし、文人達はこれらの芸を飽くまで自らが文雅を楽しむための余技として捉え、他者から職業的な営みと見られることを極度に嫌った。金銭を目的とすることは雅を尊ぶ文人の価値基準には堪えない俗物的な行為とされたからである。やがてたとえ権力者であろうとみだりにこれらの芸を披露すべきものではないという気骨を生んだ。このような反骨精神をもった文人の逸話がいくつか伝えられている。琴の名手である東晋の戴逵・宋の范曄、画芸に秀でた宋の鄭所南（鄭思肖）・元の倪雲林などは、ときの権力者に屈することなく自らの矜持を貫いた。ただし、実際には芸を売って糊口をしのぐこともこれを貪らないかぎりは下賤とは見做されず、貧窮にあえぐ文人の多くが書画を売って米に換えた。画芸では元末の呉仲圭・王元章、書芸では明の祝枝山・祝允明・王鐸・唐伯虎などが作品を売って生計を立てている。時代が下がるほどそのような例が多くみえる。
唐以降になると、琴棋書画に秀でた者は翰林院に併設された「伎術院（ぎじゅついん）」に集められた。特に書画を担う翰林図画院はのち独立して皇帝直属の機関として運営されるようになった。

## 琴
琴（古琴）は瑟とともに『詩経』にもみられるほど古い弦楽器であるが、孔子やその門人たちが琴を奏でることを好み、楽器の中でももっとも重用していたことが『論語』や『礼記』にみえ、また『荘子』にもその記述がある。それらによると孔子は諸国を漫遊する旅に琴を携えて歌の伴奏としており、子游や顔回ら弟子達も琴を愛用していたことがわかる。儒学の祖である孔子らのこの風習はやがて儒者が琴をもっとも尊び愛用することに繋がった。後漢の桓譚は『新論』で、応劭は『風俗通』にてそれぞれ琴の重要性を説いている。このような思潮の中、漢代から六朝までの間に琴を得意とする著名な文人が多数現れている。前述の桓譚に加え、後漢では馬融・蔡邕、魏の嵆康、東晋の戴逵などである。陶淵明のごときは琴を奏でることができないにもかかわらず、無弦の琴を愛蔵して酒に酔うとこれを奏でるかのように玩んだという。このような琴の流行は南北朝時代に最高潮になりやがて衰退するが、近世になっても文人の嗜むべき随一の楽器とされ続けた。

## 棋（圍棋、囲碁）
棋は圍棋とも呼ばれ、囲碁のことである。棋は既に『論語』の中に孔子の弁として述べられるほど古い遊びである。当初「棋」とは六博を意味していたが、廃れると弾棋を意味するようになり、弾棋が廃れると囲碁を意味するようになった。
囲碁は占星術から始まったが、後漢時ごろから兵法に類似しているとして武人がたしなむようになり、南北朝時代からは文人や雅士の間で流行した。
囲碁の静かに対局する姿は傍観者から見て詩的な風情を誘い、詩にいくつも詠じられている。白居易や蘇軾は石を打つときの音に魅了されて詩を詠じている。
唐以降は待詔のうち棋をもって仕える『棋待詔』が置かれるようになり、国手と呼ばれる名人が務めた。

## 書
文人にとって書（書芸）はもっとも身近な芸であり、これをしない文人はいないといっても過言ではない。また名だたる能筆家のほとんどが文人であるともいえる（王羲之、初唐の三大家、顔真卿、宋の四大家など）。書することは文人の職務であり、天分である。この書する文字・書体にも文人の雅俗意識が峻厳に働き、その審美が書芸の発展のひとつの原動力となった。この他の原動力には実用性の追究・筆記具の革新（紙の発明など）が挙げられる。甲骨文字から金石文、小篆から隷書、さらに草書への書体の変化は主に実用性の追究から生じた。より早く書くという需要が高まったからだろう。しかし一旦かかる書体が定着するとそこに美意識が介在し書芸の対象となった。前漢には小篆や古隷から「八分」、古隷から「章草」への変容が生じたが、これは文人の美意識の体現といえる。後漢末には八分の筆法を簡略化した「真書」すなわち楷書が誕生し、さらに行書が生まれた。いずれも同様に書芸の対象となった。元来、「書」とは書籍を示す文字だったが後漢の頃に書芸の意味に転じた。このころに実用の書から美術の書への関心の移行、つまり書の芸術性を重んじる思潮が顕著にみられ、書芸を論ずる文章（書論）が現れ出した。曹喜の『筆論』、蔡邕『篆勢』、張芝『筆心論』などに書体や筆法が論じられている。六朝時代以後、このような著述は多くなり、唐代では張彦遠の『法書要録』、宋では陳思の『書苑菁華』などに集められている。

## 画
文人の画（画芸）というと文人画が有名である。これは明末の董其昌による画論『画禅室随筆』に「文人の画は王維から始まる」として唐代の王維をその始祖としたことによる。しかし、文人の画芸はさらにその淵源を遡ることができる。唐の張彦遠の『歴代名画記』には、画を得意とする文人が多数挙げられている。後漢では張衡・蔡邕・趙岐、魏の楊修・桓範・嵆康、蜀の諸葛亮、東晋の戴逵・王羲之・顧愷之など。いずれも著名な文人で専門の画工ではない。このように後漢以降に文人の中で画を得意とする者が多数存在したが、画の価値については一定の評価を得られていなかったと考えられる。盛唐の閻立本は殿中で画師として扱われたことを大いに恥じて顔を真っ赤にしたという逸話がある。宋以降にようやく文人の遊戯として定着した。画芸について東晋の顧愷之の『論画』、宋代の宗炳の『画山水序』・王微の『叙画』、斉の謝赫の『古画品録』などの画論でその理論が模索され、やがて気韻を貴ぶようになる。この価値基準の確立によって文人の画芸に対する関心は一層高まった。北宋の米芾は『画史』において書画鑑賞の本質的な意義は「清玩」することにあると述べているが書画の芸術性が社会に認識されたことを示している。このような背景の中、先の董其昌の画論では専門の画工によった院体画と対峙して文人画を位置づけている。文人画は飽くまで素人の余技であり、その精髄とも呼べる「気韻」は広く文人の間に受け入れられ、宋元以降、文人の趣味生活に深く浸透していった。

## 琴棋書画図
琴棋書画は東洋における伝統的な画題でもあり、唐以降の中国や安土桃山時代以降の日本でしばしば描かれた。

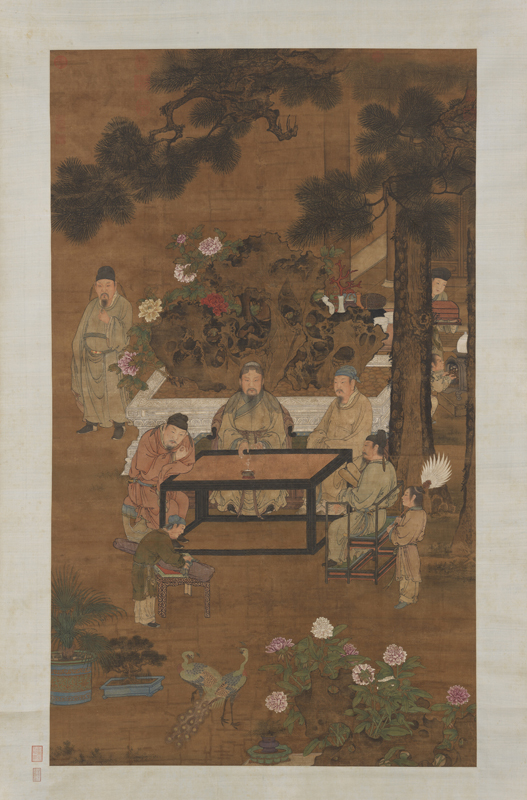
明人十八学士図（琴） 国立故宮博物院蔵
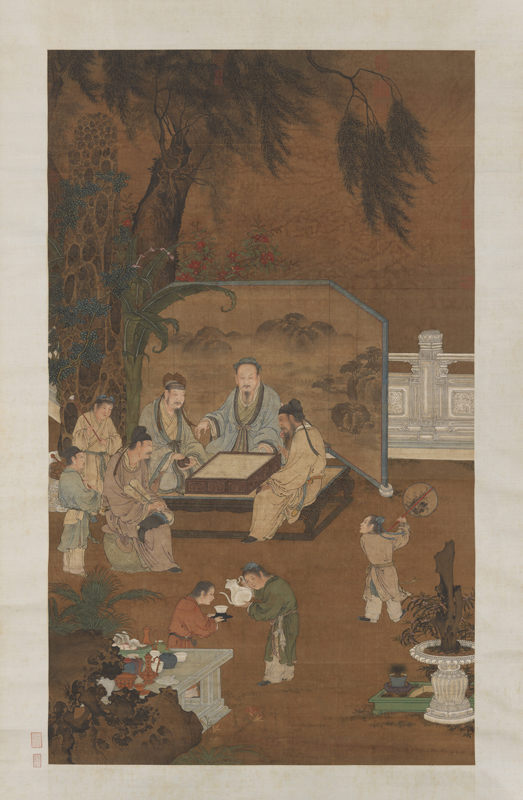
明人十八学士図（棋） 国立故宮博物院蔵
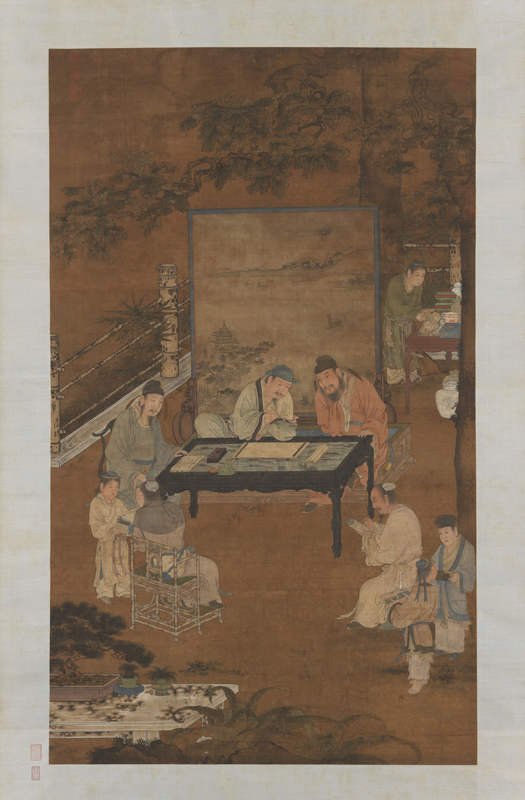
明人十八学士図（書） 国立故宮博物院蔵
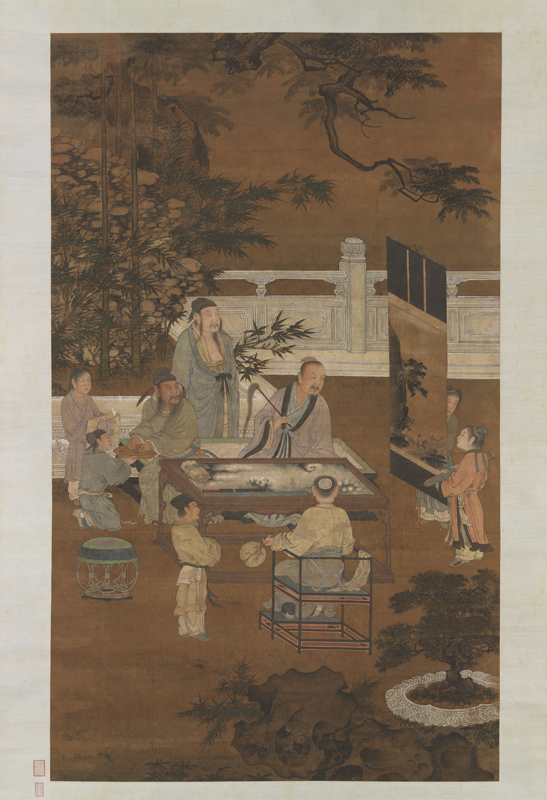
明人十八学士図（画） 国立故宮博物院蔵